# Crédit de campagne
Le crédit de campagne est un crédit s'adressant aux entreprises dont l'activité est saisonnière. Ce crédit permet de faire face à d'importants besoins de trésorerie durant plusieurs mois.
Le remboursement s'effectue au fur et à mesure des ventes réalisées pendant la période d'activité forte.